# Det är vattenpumpen, Gerd
Det är vattenpumpen, Gerd är en sång med Galenskaparna och After Shave med text och musik av Claes Eriksson.
Låten framförs i ett avsnitt av TV-serien Macken, då rollfiguren Edvard, spelad av Per Fritzell, frågar Roy om han får låna telefonen för att ringa ett samtal hem till sin fru och berätta att han är försenad. Väl på kontoret vid telefonen levererar han sedan lätt snyftandes denna sång om att han inte kan komma hem i tid eftersom han fått fel på vattenpumpen på bilen.
Låten återfinns även på albumet Macken (1986) samt samlingsboxen En go' box (1994).